# Harry Potter i zatočenik Azkabana (igra)
Harry Potter i Zatočenik Azkabana jest videoigra izdana 2004. zajedno s izlaskom filma Harry Potter i Zatočenik Azkabana. I igra i film temelje se na trećem romanu iz serije o Harryju Potteruuautorice J. K. Rowling.

## Likovi

### Igrivi likovi
- Harry Potter: glavni lik. Igrač kontrolira Harryja tijekom većeg dijela igre. Jedini koji može skakati i brzo trčati (verzije na konzolama).
- Hermione Granger: Harryjeva najbolja prijateljica. Jedina koja se može provući kroz male prolaze. Zna najviše čarolija (verzije na konzolama).
- Ron Weasley: Harryjev najbolji prijatelj. Jedini koji može pronaći tajne prolaze (verzije na konzolama).

### Ostali
- Draco Malfoy: Harryjev neprijatelj. Ozlijedi ga hipogrif Kljunoslav u ranoj fazi igre.
- Albus Dumbledore: Ravnatelj Hogwartsa. Rijetko se pojavljuje u igri, ali obavještava igrača koliko je bodova skupio za svoj dom.
- Minerva McGonagall: Profesorica Preobrazbe i predstojnica doma Gryffindora.
- Remus Lupin: Novi profesor Obrane od mračnih sila. Bio je dobar prijatelj Harryjeva oca, Jamesa Pottera.
- Rubeus Hagrid: Prijateljski poludiv koji predaje Skrb za magična stvorenja.
- Filius Flitwick: Profesor Čarolija.
- Sirius Black: "Zatočenik Azkabana". Osuđen za ubojstva trinaest ljudi koja nije počinio. Pobjegao je iz zatvora.

## Čarolije
- Alohomora: Čarolija za otključavanje vrata, predmeta i tajnih prolaza.
- Carpe retractum: Čarobno svjetlosno uže koje služi za privlačenje i hvatanje nekih predmeta.
- Depulso: Čarolija za guranje predmeta može se upotrijebiti za aktiviranje prekidača koji su inače nedostupni ili za razbijanje manjih predmeta u kojima može biti nagrada.
- Draconifors: Pretvara okamenjene zmajeve u žive zmajeve kojima se neko vrijeme može upravljati.
- Expecto Patronum: Čarolija kojom se priziva patronus i koja odbija dementore.
- Expeliarmus: (nema je u PC verziji) Onesposobljava i odbija tuđe čarolije.
- Flipendo: (nema je u PC verziji) Slabi protivnike i aktivira neke prekidače.
- Glacius: Čarolija koja služi za zamrzavanje vode, ali i salamandera.
- Lapifors: (samo u PC verziji) Pretvara okamenjenog zeca u živog zeca kojim se neko vrijeme može upravljati.
- Lumos: Čarolija koja se baca na kip Lumos i pruža više svjetla prilikom istraživanja te otvara tajno područje.
- Reparo: (nema je u PC verziji) Popravlja slomljene predmete.
- Rictusempra: Čarolija koja može onesposobiti slabije protivnike.
- Spongify: Čarolija za pretvaranje određenih tepiha u savitljivu i rastezljivu tvar koja može osobu odbaciti na inače nedostupne visine.

## Stvorenja
- Bundimun: Stvorenje koje ispušta sluzavi trag. Onesposobljava ga čarolija Rictusempra.

- Leteća knjiga: Čarobna leteća knjiga koja ometa igrače, a možete je uništiti (PC) ili pretvoriti u miša da bi dobili posebnu nagradu.

- Vražićak: Stvorenje nalik vilenjaku. Vražičci bacaju čarobnjačke zamke u obliku eksplozivnih slatkiša. Igrač ga može onesposobiti bacanjem tih slatkiša na njega.

- Čudovišna knjiga čudovišta: Slična letećoj knjizi, ali puno veća. Knjiga napada svakog tko joj se približi izbacivanjem stranica koje možete uništiti čarolijom Depulso.

- Vilenjak: Niska stvorenja plave boje. Postaju veoma opasni i neugodni ako ih se uznemirava. Može ih se onesposobiti čarolijom Rictusempra.

- Vatreni gušteri: Opasni gušteri koji žive u plamenu. Žive sve dok se ne ugasi plamen iz kojeg su nastali.

## Predmeti
- Grah sveokusnjak Bertieja Botta: Raznobojan grah kojeg možete pronaći u cijelom Hogwartsu i njegovoj okolici, a u trgovini Freda i Georgea možete ih zamijeniti za čarobnjačke karte i čokoladne žabe.

- Pumpkinove bučnice: Čarobnjačko jelo kojim možete trgovati u Fredovoj i Georgeovoj trgovini (vrijede više od graha sveokusnjaka).

- Paštete: Kolači kojima možete trgovati u Fredovoj i Georgeovoj trgovini.

## Radnja
Za cijelu radnju pogledajte Harry Potter i zatočenik Azkabana.
Harry Potter saznaje da je opasni ubojica, Sirius Black, pobjegao iz čarobnjačkog zatvora i da traži Harryja. Harry sa svojim prijateljima, Ronom Weasleyjem i Hermione Granger, vježba čarolije koje su mu potrebne da bi se suočio s Blackom. Ali Black nije baš onakav kakvim se čini: osuđen je za ubojstva trinaestero ljudi koja nije počinio, a pravi ubojica, Peter Pettigrew, skriva se pod krinkom Ronova štakora Šugonje. Zajedno s profesorom Lupinom i Siriusom Blackom, Harry, Ron i Hermione uspijevaju raskrinkati Pettigrewa, ali on bježi kad se Lupin pretvori u vukodlaka. Harry i Hermione pomoću vremokreta vraćaju se u prošlost da bi spasili Hagridovog hipogrifa, Kljunoslava, i pomoću njega spasili i Blacka...